# الخرابة (السوادية)

تعديل مصدري - تعديل

الخرابة هي إحدى قرى عزلة الحراتيك بمديرية السوادية التابعة لمحافظة البيضاء، بلغ تعداد سكانها 65 نسمة حسب تعداد اليمن لعام 2004.